# Веролануова
Веролануова (итал. Verolanuova, ломб. Erölanöa) — коммуна в Италии, в провинции Брешиа области Ломбардия.
Население составляет 7857 человек (на 2004 г.), плотность населения составляет 301 чел./км². Занимает площадь 25 км². Почтовый индекс — 25028. Телефонный код — 030.
Покровителем коммуны почитается святой Лаврентий. Праздник ежегодно празднуется 10 августа.